# Exacum stenophyllum
Exacum stenophyllum är en gentianaväxtart som beskrevs av J. Klackenberg. Exacum stenophyllum ingår i släktet Exacum och familjen gentianaväxter. Inga underarter finns listade i Catalogue of Life.